# 三代存歿
三代存歿，是指東亞傳統以文言文書寫履歷時，對祖父母、父母存歿狀況的記述，一般分為重慶下、具慶下、嚴侍下、慈侍下、永感下五種情況。

## 概述[1][2][3]
- 祖父母、父母俱存曰重慶下
- 父母俱存曰具慶下，亦作雙侍下、雙愛下[4]
- 父存母故曰嚴侍下
- 父故母存曰慈侍下
- 父故生母存曰偏侍下
- 父母俱故永感下
- 三代俱存者曰重重慶下